# Gainbridge Fieldhouse
Gainbridge Fieldhouse este o arenă interioară situată în centrul orașului Indianapolis, Indiana, Statele Unite. S-a deschis în noiembrie 1999 pentru a înlocui Market Square Arena. Arena este locul unde își joacă meciurile de pe teren propriu Indiana Pacers (NBA) și a Indiana Fever WNBA.
Arena a fost denumită inițial Conseco Fieldhouse, deoarece drepturile de nume au fost vândute către Conseco, o organizație de servicii financiare cu sediul în Carmel. În mai 2010, compania s-a redenumit CNO Financial Group, dar arena a păstrat numele Conseco. În decembrie 2011, CNO Financial Group a schimbat numele arenei în Bankers Life Fieldhouse, după una dintre filialele sale, Bankers Life and Casualty. CNO a decis să nu-și reînnoiască sponsorizarea de numire a arenei după ce a expirat la 30 iunie 2019. [8] Pe 27 septembrie 2021, s-a anunțat că platforma financiară Gainbridge din Indianapolis va fi noul partener de denumire pentru arenă într-un parteneriat pe mai mulți ani.